# Blackstar Amplification

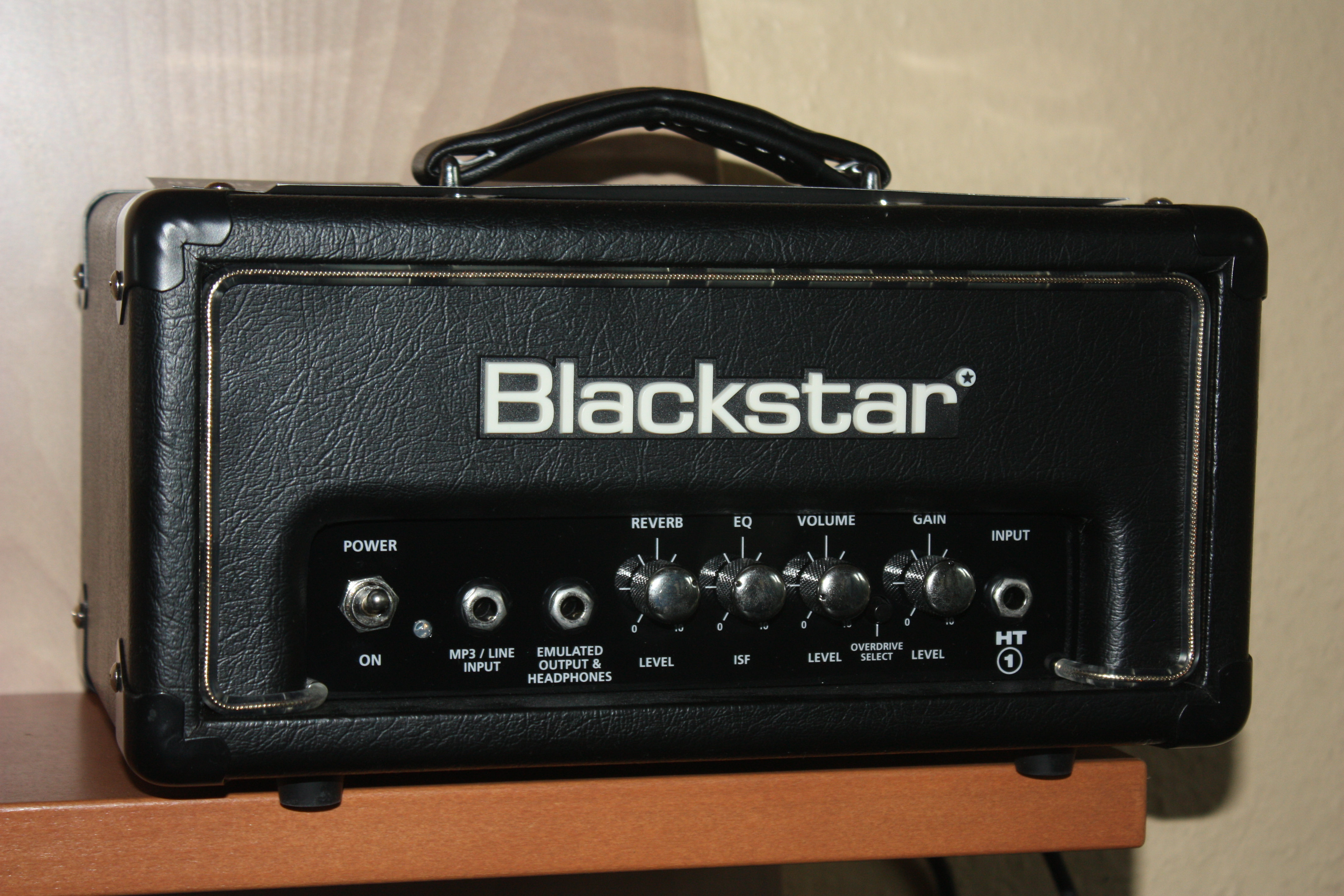
Blackstar H1-RT Topteil

Blackstar Amplification ist ein britischer Hersteller von Verstärkern und Effektgeräten für E-Gitarren mit Sitz in Northampton.

## Geschichte
Die Firma wurde 2004 von vier Freunden gegründet, die vorher alle in einer Band gespielt hatten und an der Entwicklung von Gitarrenverstärkern beteiligt waren. Sie beschlossen sich zusammenzuschließen und in einem eigenen Unternehmen Gitarrenverstärker nach ihren Vorstellungen herzustellen. Nach eigenen Angaben begannen sie in einer Gartenlaube mit dem Bau der ersten Geräte.
2007 wurden die ersten Verstärker auf der Frankfurter Musikmesse vorgestellt. Tatsächlich fanden die Geräte schnell auch namhafte Musiker, die die Produkte nutzten, etwa Gus G. (Ozzy Osbourne) oder Neal Schon (Journey).
Die Verstärker und Effektgeräte werden im Asiatischen Raum hergestellt, was laut Hersteller keinen Einfluss auf die Qualität der Produkte habe.

## Produkte

### Gitarrenverstärker
- HT-1: Gitarrenverstärker als Topteil zum Anschluss an eine externe Box oder als Combo-Verstärker (1 Watt, Vollröhre), zwei Kanäle mit optional digitalem Hall (nur HT-1R und HT-1 RH; ISF-Regler zur stufenlosen Regelung zwischen „amerikanischem“ und „englischem“ Klangcharakter).
- HT-5: Gitarrenverstärker als Topteil zum Anschluss an eine externe Box oder als Combo-Verstärker (5 Watt, zwei Kanäle, Equalizer, digitaler Hall (optional), ISF-Regler).
- ID-Serie: Combo-Verstärker  (15, 30, 60, 120 Watt) oder Topteil zum Anschluss an eine externe Box (50, 100 Watt) mit ISF-Equalizer, diverse Modulations- und Reverb-Effekte, programmierbar, verschiedene Röhren können gewählt werden, sechs verschiedene Vorstufensounds (programmierbar)
- HT-Metal Serie: Combo-Verstärker  (1, 5, 60 Watt) oder Topteil zum Anschluss an eine externe Box (1, 5, 100 Watt) Sounds speziell für Heavy Metal Musik, drei Kanäle, verschiedene Röhren wählbar, ISF-Regler, Effect Loop Reverb.
- HT Venue Serie: Combo-Verstärker (20, 40, 60 Watt) oder Topteil zum Anschluss an eine externe Box (20, 50, 100 Watt), 2-3 Kanäle, Reverb, ISF-Regler, Effekt-Loop, verschiedene Röhren.
- Serie One: Combo-Verstärker  (45 Watt) oder Topteil zum Anschluss an eine externe Box (50, 100 200 Watt), vier Kanäle, Midi, Effekt-Loop, verschiedene Röhren.
- Artisan Serie: handverdrahtet (in Südkorea), Combo-Verstärker (15, 30 Watt) oder Topteil zum Anschluss an eine externe Box (15, 30, 100 Watt), 2 Kanäle. High- und Low Eingang pro Kanal, Kanäle überblendbar. Die Artisan-Serie bietet einen sehr klassischen Vintage-Sound und bildet die Spitze der Produktpalette.

### Gitarreneffekte
- LT-Pedale: Es handelt sich dabei um verschiedene Verzerrer, die alle einen anderen Sound bieten. Sie werden mit Röhren betrieben und bieten die ISF-Equalizer zum Regeln der Röhre von amerikanischem zu britischem Klang.
- HT-Pedale: Auch die HT-Pedale sind Verzerrer mit Röhrentechnik. Sie sind preislich oberhalb der LT-Serie angesiedelt und bieten mehr Flexibilität. Dazu kommen je ein Echo-, ein Hall- und ein Modulationspedal mit Röhrentechnik, die zahlreiche Regelmöglichkeiten haben. Durch die Röhrentechnik soll ein sehr warmer Sound erreicht werden.